# Acmaeodera flavomarginata
Acmaeodera flavomarginata – gatunek chrząszcza z rodziny bogatkowatych i podrodziny Polycestinae.
Gatunek ten został opisany w 1832 przez George'a Roberta Graya jako Buprestis flavomarginata. Jako miejsce typowe wskazał on Eagle Pass w Teksasie.
Ciało długości około 10 mm, czarne z żółtymi przepaskami biegnącymi przy brzegu przedplecza i pokryw oraz jedną lub dwoma podłużnymi plamkami żółtymi lub czerwonymi na każdej z nich. Przednia krawędź przedpiersia cofnięta od przednio-bocznych kątów przedplecza. Pierwsze żeberko krawędziowe pokryw nie jest wyniesione ponad pozostałe, a drugie nie sięga poza pierwsze.
Chrząszcz rozprzestrzeniony od środkowego i zachodniego Teksasu, przez Meksyk i Amerykę Centralną po Brazylię.